# François Sébastien de Croix de Clerfayt
François Sébastien de Croix de Clerfayt (ur. 1733, zm. 1798) – waloński oficer, marszałek polny w służbie habsburskiej.

## Życiorys
Urodził się na zamku Bruille w Hrabstwie Hainaut należącym do habsburskich Niderlandów. Na służbę w habsburskiej armii wstąpił w roku 1753. W wojnie siedmioletniej (1756–1763) odznaczył się, został awansowany i udekorowany Orderem Marii Teresy. Po pokoju w Hubertusburgu został mianowany pułkownikiem.
Od 1775 do śmierci był szefem Galicyjskiego Pułku Piechoty Nr 9. W 1888 wspomniany pułk otrzymał jego imię „na wieczne czasy”.
W czasie niderlandzkiego powstania z 1787 roku Clerfayt jako Walon stanął przed wyborem drogi życiowej, pozostał jednak wierny cesarzowi. Wkrótce potem walczył w wojnie przeciw Turcji w randze Feldmarschal-Leutnant. Jako samodzielny dowódca Clerfayt odniósł wkrótce dwa znaczące sukcesy, którymi były zwycięskie bitwy pod Mehadią Calafat. 10 listopada 1788 roku cesarz mianował go na stopień generała artylerii (niem. Feldzeugmeister).
W 1792 roku, jako jeden z najbardziej zasłużonych generałów, został mianowany dowódcą korpusu w armii księcia Brunszwiku i pod Croix-sous-Bois pokonał Francuzów. W bitwie pod Jemappes w Niderlandach 6 listopada dowodził centrum wojsk cesarskich. 18 marca 1793 roku brał udział w bitwie pod Neerwinden, gdzie pobito oddziały Charlesa Dumourieza, odniósł też zwycięstwo pod Aldenhoven i wyzwolił Maastricht. Z kolei w październiku 1793 roku poniósł klęskę pod Wattignies.
W 1794 roku walczył w Flandrii przeciw Jean-Charlesowi Pichegru. Prowadząc jedno ze skrzydeł, walczył 17-18 maja pod Tourcoing. Równocześnie jednak Francuzi Dominique'a Vandamme'a hamowali jego postępy aż do rozbicia aliantów przez Josepha Souhama w innej części pola bitwy. Souham obrócił następnie swoje wojska w stronę Clerfayta i zmusił go do wycofania się z walki. Wkrótce potem zastąpił księcia Jozjasza na stanowisku naczelnego dowódcy, ale nie zdołał przejąć inicjatywy i został zmuszony do wycofania się za Ren.
Od 22 kwietnia 1795 roku feldmarszałek, dowodził oddziałami nad Renem w walce przeciw Jean-Baptiste Jourdanowi. Clerfayt odniósł zwycięstwo pod Höchst i wyzwolił Moguncję. Po zawarciu rozejmu złożył dowodzenie. Zmarł w 1798 roku.